# Фонди (Кјети)
Фонди (итал. Fondi) је насеље у Италији у округу Кјети, региону Абруцо.
Према процени из 2011. у насељу је живело 28 становника. Насеље се налази на надморској висини од 107 м.